# Kurt Genieser
Kurt Genieser (* 9. März 1909 in Liegnitz; † 13. Oktober 1970) war ein deutscher Geologe.

## Leben
Genieser studierte nach dem Abitur in Liegnitz ab 1929 Geologie und Mineralogie in Berlin, Tübingen und Graz mit der Promotion bei Friedrich Solger 1934 (Studien zur Diluvialgeschichte des Bober-Katzbach-Gebirges und seiner Flüsse, erschienen in Liegnitz 1936). Er legte die 1. Staatsprüfung als Geologe ab und war wissenschaftlicher Hilfsarbeiter beim Vorarbeitenamt für die Regelung der Wasserwirtschaft an der oberen Spree und wissenschaftlicher Angestellter beim Deutschen Verein von Gas- und Wasserfachmännern in Berlin, bevor er 1938 beim Preußischen Geologischen Landesanstalt (PGLA) eine Ausbildung begann. Er kartierte im Saarland und in Norddeutschland und legte das 2. Staatsexamen ab, worauf er zum Bezirksgeologen ernannt wurde. Im Zweiten Weltkrieg war er Wehrgeologe und fünf Jahre in Kriegsgefangenschaft, was zu schweren Gesundheitsproblemen führte (er starb 1970 an einem Leberleiden). Nach dem Krieg war er bei der Geologischen Landesanstalt in Ost-Berlin, wo er als Leiter der Sammlungen deren Rückführung aus Leningrad erreichen konnte. Hauptsächlich befasste er sich mit Flussgeschichte der Elbe und Quartärgeologie. 1959 floh er in den Westen (man verdächtigte ihn in der DDR der Sabotage) und arbeitete am Niedersächsischen Landesamt für Bodenforschung in Hannover, wo er ab 1966 die Außenstelle Bremen leitete.
Beim Landesamt befasste er sich neben Flussgeschichte mit Braunkohle in Griechenland, Hydrogeologie in Aurich und Oldenburg. Zuletzt untersuchte er die Fundsituation der Bremer Kogge.

## Schriften
- Einheimische und südliche Gerölle in den Deckgebirgsschichten von Dobrilugk, Geologie, Band 2, 1953, S. 35–57
- Ehemalige Elbeläufe in der Lausitz, Geologie, Band 4, 1955, S. 223–279
- Die geologische Flachlandkartierung in Vergangenheit und Zukunft, Z. angew. Geol., Band 1, 1956, S. 25–28
- Eine neue Methode zur Ansprache von Spülproben aus dem Deckgebirge, Z. angew. Geol., Band 2, 1956, S. 109–112
- mit I. Diener: Versuch einer Altersdeutung der vor- bis früheiszeitlichen Elbeläufe auf Grund neuer Forschungsergebnisse, Wiss. Z. Humboldt-Univ. Berlin, Math.-natwiss. Reihe, Band 6, 1956/57, S. 477–487
- Ehemalige Elbeläufe im Raum zwischen Dresden, Görlitz und Berlin, Hallesches Jb. mitteldt. Erdgesch., Band 2, 3. Lfg., 1957, S. 262–266.
- Neue Beobachtungen im böhmischen Quartär, Geologie, Band 6, 1957, S. 331–337
- Probleme der Eiszeitforschung im nordsächsischen Raum, Sächsische Heimatblätter, Band 3, 1957, S. 122–132
- mit W. Mielecke: Die Elbekiese auf der Teltowhochfläche südlich von Berlin, Ber. geol. Ges. DDR, 2, 1957, S. 242–263
- Vom Lauf der Elbe in Vergangenheit und Gegenwart, Natur u. Heimat, Band 8, 1958, S. 228–232
- Auch Steine können reden. Ergebnisse und Probleme der Flußgeröllforschung in Sachsen, Sächs. Heimatblätter für Natur und Geschichte Sachsens, Band 3, 1959, S. 187–204
- Neue Daten zur Flußgeschichte der Elbe, Eiszeitalter u. Gegenwart, Band 13, 1962, S. 141–156
- Zur Herkunft und Verbreitung von Elbeleitgeröllen im Norddeutschen Flachland, Lauenburgische Heimat, Mölln 1964, S. 38–40, 42–48
- Geologischer Beitrag zur Fundsituation der Bremer Kogge, in: Die Bremer Hanse-Kogge, Bremen 1969, S. 181–204
- Über Quarze, Amethyste und verkieselte Fossilien, Grondboor en hamer, Band 2, Enschede 1970, S. 35–61